# Paul Armengaud
Paul Armengaud, né le 28 septembre 1879 à Comigne (Aude) et mort le 27 juillet 1970 à Paris 5e arrondissement, était un militaire français. Aviateur, il a été un des précurseurs de la reconnaissance aérienne durant la Première Guerre mondiale et du bombardement stratégique durant la guerre du Rif au Maroc.

## Biographie
Après avoir suivi une formation militaire à l'école de Saint-Cyr, il sert d'abord dans l'infanterie. Ce n'est qu'en 1914 qu'il décide d'intégrer l'armée de l'air. Il commande ensuite l'aviation du Groupe d'armées du Centre en 1917, lors de la Première Guerre mondiale.
Après la guerre, Paul Armengaud est nommé chef d'état-major et inspecteur général de l'aéronautique en 1921. En 1924, il est envoyé au Maroc dans le cadre de la guerre du Rif, il y occupe la place de Chef de corps du 37e Régiment d'Aviation.

## Œuvres
- commandant Armengaud, L’Aviation de combat : rapport adressé au Centre d’études d’artillerie, décembre 1916.
- général Armengaud, Quelques enseignements des campagnes du Rif en matière d'aviation (1925-1926), Nancy – Paris - Strasbourg, Berger-Levrault, 1928.
- général Armengaud, La Pacification de l'Afrique encore insoumise, Nancy - Paris - Strasbourg, Berger-Levrault, 1930.
- général Armengaud, Le Renseignement aérien, sauvegarde des armées : Préface du général de Castelnau, Paris, Firmin Didot, Librairie aéronautique, 1934.
- Paul François Maurice Armengaud, Batailles politiques et militaires sur l'Europe, témoignages, 1932-1940, Paris, Éditions du Myrte, 1948.

## Distinctions
- Croix de guerre 1914-1918[1]
- Chevalier de la Légion d'honneur le 10 avril 1915[1]
- Officier de la Légion d'honneur le 1er septembre 1920[1]
- Commandeur de la Légion d'honneur, remise le 30 juillet 1926 par le général Boichut
- Grand Officier de la Légion d'honneur le 11 mars 1936[1]
- Grand-Croix de la Légion d'honneur le 31 décembre 1939 (Journal officiel du 21 janvier 1940)[1]
- Croix du service distingué (États-Unis) le 6 novembre 1918[1]
- Compagnon de Saint-Michel et Saint-Georges (Royaume-Uni) le 20 février 1919[1]
- Médaille du service distingué (États-Unis) le 18 avril 1918[1]